# Старотиришкіно
Старотири́шкіно (рос. Старотырышкино) — село у складі Смоленського району Алтайського краю, Росія. Входить до складу Ануйської сільської ради.

## Населення
Населення — 267 осіб (2010; 409 у 2002).
Національний склад (станом на 2002 рік):
- росіяни — 91 %